# Nymphargus buenaventura
Espèce
Synonymes
- Cochranella buenaventura Cisneros-Heredia & Yánez-Muñoz, 2007

Statut de conservation UICN

 DD  : Données insuffisantes
Nymphargus buenaventura est une espèce d'amphibiens de la famille des Centrolenidae.

## Répartition
Cette espèce est endémique de la province d'El Oro en Équateur. Elle se rencontre à 1 200 m d'altitude dans la cordillère de Chilla dans la cordillère Occidentale.

## Publication originale
- Cisneros-Heredia & Yánez-Muñoz, 2007 : A new species of glassfrog (Centrolenidae) from the southern Andean foothills on the West Ecuadorian region. South American Journal of Herpetology, vol. 2, no 1, p. 1-10.